# Dīsmān
Dīsmān (persiska: ديسمان, Vīsmān) är en ort i Iran.   Den ligger i provinsen Markazi, i den nordvästra delen av landet, 160 km sydväst om huvudstaden Teheran. Dīsmān ligger 1 647 meter över havet och antalet invånare är 118.
Terrängen runt Dīsmān är kuperad åt sydväst, men åt nordost är den platt.Runt Dīsmān är det glesbefolkat, med 20 invånare per kvadratkilometer. Närmaste större samhälle är Gharqābād, 8,9 km norr om Dīsmān. Trakten runt Dīsmān består i huvudsak av gräsmarker.